# Rob Sheffield
Rob Sheffield (* 2. února 1966 Boston, Massachusetts) je americký hudební novinář a spisovatel. V současné době je prispěvatelem časopisu Rolling Stone, pro který píše recenze a eseje o populární kultuře. Dříve psával pro časopis Blender (do jeho zániku v roce 2009) a také pro časopis Spin.

## Životopis
Sheffield se narodil v Bostonu a studoval na univerzitách Yale a University of Virginia.
Jeho první kniha Love is a Mix Tape: Life and Loss, One Song at a Time (Láska je kazeta s nápisem "směs": Život a ztráty, píseň po písni) vydalo americké nakladatelství Random House v lednu 2007.
Většina knihy se odehrává ve městě Charlottesville ve Virginii, kde se Sheffield setkal a později oženil s dnes již zesnulou Renée Cristovou, která stejně jako on pouštěla hudbu místním rádiu WTJU. Po její smrti v roce 1997 děj pokračuje v New Yorku. Jejich manželství bylo bezdětné.
Sheffield se znovu oženil v roce 2006 a žije v newyorském Brooklynu.
Sheffieldova druhá kniha se jmenuje Talking to Girls About Duran Duran: One Young Man's Quest for True Love and a Cooler Haircut (S děvčaty o Duran Duran: jak jeden mladík hledal opravdovou lásku a slušivý účes) a vyšla v červenci 2010.